# Icona (informàtica)

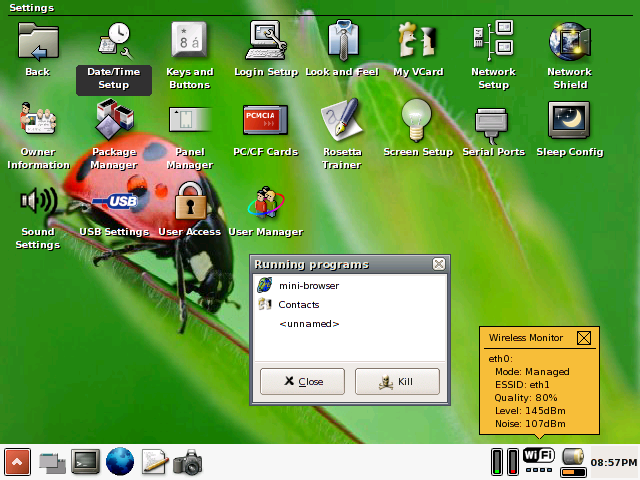
«GPE Palmtop Environment» del Sharp Zaurus, mostrant diverses icones.

A les pantalles d'ordinador, una icona de l'ordinador (o simplement icona) és un pictograma petit. Les icones s'han utilitzat per complementar les caràcters alfanumèrics normals de l'ordinador. Els ordinadors moderns poden ara utilitzar gràfics de mapa de bits en el terminal, de manera que les icones s'usen àmpliament per ajudar els usuaris.
Les icones van ser primer desenvolupades al Xerox PARC a la dècada del 1970, com una eina per fer més fàcils de comprendre les interfícies informàtiques per als principiants. Interfícies basades en icones van ser més tard popularitzades per l'entorns operatius de l'Apple Macintosh i Microsoft Windows.
Una icona de l'ordinador normalment oscil·la entre 16 per 16 píxels fins a 128 per 128 píxels. Alguns sistemes operatius disposen d'icones de fins a 512 per 512 píxels. Quan el dispositiu de sortida gràfica té una mida més petita, la mida de la icona és també petita. Usuaris amb deficiències de visió (a causa de condicions tals com la il·luminació pobra, ulls cansats, debilitacions físiques, fons brillants, o daltonisme) poden necessitar utilitzar les opcions de mida d'icona autoseleccionades.

## Paper en la interacció amb l'usuari

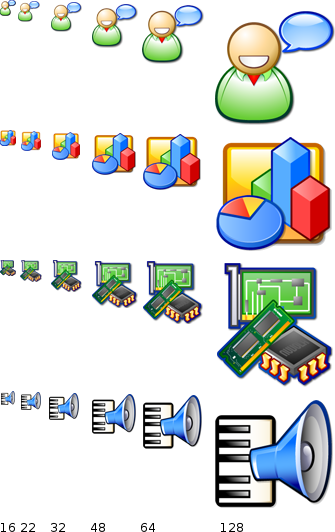
Les icones de KDE estan disponibles com a imatges PNG, disponibles en sis mides, i imatges SVG, que són escalables.

Les icones poden representar un fitxer, carpeta, aplicació o dispositiu en un sistema operatiu d'ordinador. En l'ús modern d'avui, la icona pot representar qualsevol cosa que els usuaris ho volen: qualsevol macroordre o procés, senyalització d'humor, o qualsevol altre indicador. La facilitat d'ús també demana un funcionament sense errors, on les icones són diferents entre si, autoexplicatives i fàcilment visibles en totes les configuracions d'usuari possibles.
Les icones també poden trobar-se a la taula de treball, barres d'eines i als menús de programari d'aplicacions com Microsoft Word. Les icones es fan més fàcils d'utilitzar sent molt distints entre si. Cada conjunt d'icones també poden tenir trets comuns que mostren que icones similars es relacionen l'una a l'altre. Les icones mostren això a través de:
1. Mides que contrasten
2. Composició (àrea gran o petita, amunt/avall, esquerra/dreta, centrada/perímetre)
3. Patró de contrast (ratlles horitzontals, ratlles verticals, ratlles inclinades, cercles, rectangles, ...)
4. Clar sobre fosc, fosc sobre clar
5. Quadres/ombres
6. Contrastos de color
7. Detalls mínims (amb fines línies dibuixades)
8. Animació

Pràcticament tots els principals sistemes operatius d'ordinador moderns té la capacitat d'utilitzar una interfície gràfica d'usuari (GUI) basada en icones per mostrar la informació als usuaris finals; això és evident en l'ús del terme «icona» en el paradigma informàtic WIMP (per a Windows, icones, menús, punters).

## Icones de funció o programa

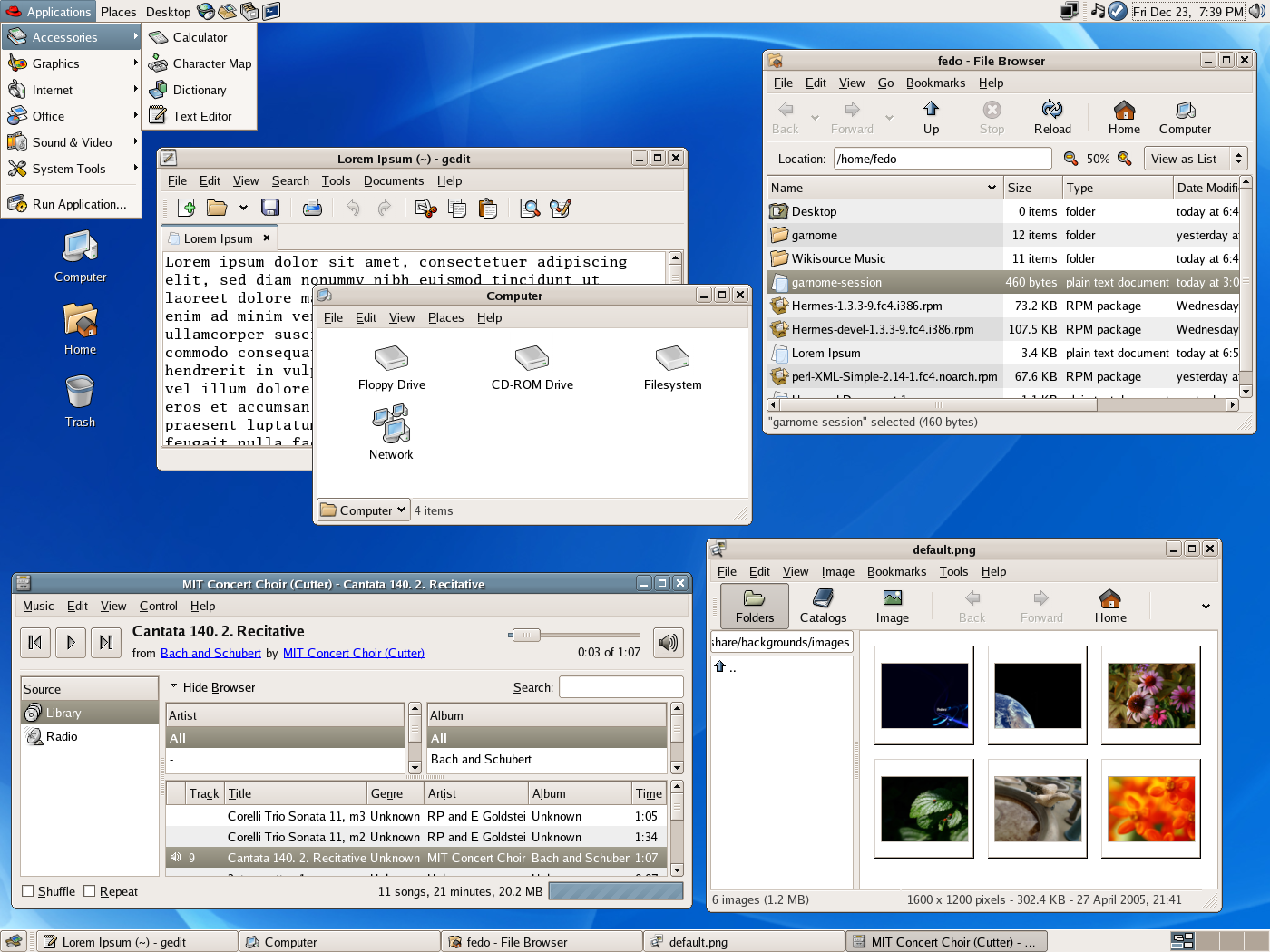
En aquesta pantalla, les icones s'utilitzen de moltes maneres: per representar arxius, carpetes i unitats de disc, com botons de la barra d'eines, i per il·lustrar elements de menú i de barra de tasques.

La majoria de les funcions d'un ordinador en una interfície gràfica, estan representats per una icona de funció. Posant el cursor a sobre la icona i fent clic (o doble clic) a un ratolí, ratolí de bola o un altre botó, s'inicia la funció o programa.
La icona ha de ser original, distintiva i molt petita. Ha de ser útil en una varietat àmplia de monitors amb diferents resolucions. Aquest treball es complica encara més per la necessitat de crear diversos conjunts d'icones de funcions per a diversos tipus de punts de vista en diversos tipus de sistemes operatius, per un programa determinat. Per exemple, les especificacions de GUI en un sistema operatiu podrien especificar la necessitat de crear grups d'icones de 16, 32 i 48 píxels per a qualsevol programa mentre que les especificacions d'interfície gràfica d'usuari en un altre sistema podrien especificar conjunts d'icones de 16, 24, 48 i 96 píxels.